# Jasper James
Jasper James je britský televizní producent, režisér a scenárista. Je známý především jako hlavní tvůrce fiktivně-dokumentárních sérií Putování s dinosaury a Prehistorický park.

## Biografie
Začal pracovat roku 1993 v oddělení BBC Science jakožto režisér snímku s názvem Tomorrow's World, na němž se podílel také producent Tim Haines. Následovaly týdenní show a další pořady, mj. i Tomorrow's World in Hong Kong. Roku 1996 se stal producentem seriálu Future Fantastic. V roce 1999 měl premiéru jeho dokumentární cyklus, Putování s dinosaury pod taktovkou BBC, jež vytvořil společně s Hainesem. Roku 2002 společně s Hainesem založil společnost Impossible Pictures. V roce 2013 založil také svou vlastní televizní společnost Screen Glue.

## Dílo
Pozn. Originální názvy jsou v závorce
- (Tomorrow's World) (1993) – režisér
- (Future Fantastic) (1996) – producent
- Putování s dinosaury (Walking with Dinosaurs) (1999) – producent, režisér
- Jak se natáčelo Putování s dinosaury (The Making of Walking with Dinosaurs) (1999) – producent, režisér
- Putování s pravěkými zvířaty (Walking with Beasts) (2001) – producent seriálu
- Putování s pravěkými zvířaty – speciál: Triumf savců (Walking with Beasts Special: Triumph of the Beasts) (2001) – producent
- Putování s pravěkými zvířaty – speciál: Zvíře v nás (Walking with Beasts Special: The Beast Within) (2001) – scenárista, producent
- Putování s dinosaury: Gigantičtí ještěři (Chased by Dinosaurs) (2002) – producent, scenárista, režisér jedné epizody
- Putování s dinosaury: Monstra pravěkých oceánů (Sea Monsters) (2003) – režisér
- (The Story of 1) (2005) – výkonný producent
- (T-Rex: A Dinosaur in Hollywood) (2005) – výkonný producent
- (Perfect Disaster) (2006) – výkonný producent
- Prehistorický park (Prehistoric Park) (2006) – výkonný producent
- Putování dinosaurů (March of the Dinosaurs) (2011) – scenárista, výkonný producent
- Titanoboa: Had – netvor (Titanoboa: Monster Snake) (2012) – výkonný producent
- (Information Age) (2014) – scenárista, výkonný producent
- (Quarx) (2015) – producent, scenárista jedné epizody
- Na velikosti záleží (Size Matters) (2018) – výkonný producent
- (Hey You! What If?) (2020) – výkonný producent